# Астон, Фрэнсис Уильям
Фрэ́нсис Уи́льям А́стон (англ. Francis William Aston; 1 сентября 1877 года, Харборн — 20 ноября 1945 года, Кембридж) — английский физик, член Лондонского королевского общества (1921), член-корреспондент АН СССР (1924), лауреат Нобелевской премии по химии за 1922 год.

## Ранние годы

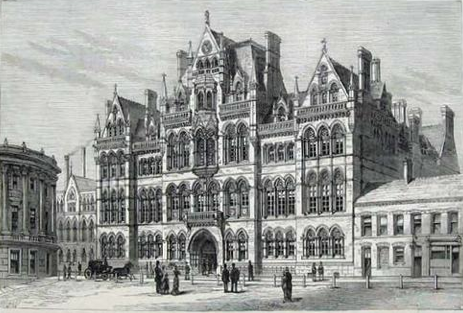
Майсонский колледж, до переименования в Университет Бирмингема; здание было снесено в 1964 г.

Фрэнсис Астон родился в Харборне (сейчас — часть Бирмингема) 1 сентября 1877 года. Он был третьим ребенком и вторым сыном в семье фермера и торговца скобяными изделиями Уильяма Астона и Фанни Шарлотты Холлис, дочери преуспевающего бирмингемского оружейника. С 1889 по 1891 г. он учился в приходской школе Харборна, а с 1891 по 1893 г. — в Малвернском колледже, где был самым лучшим учеником. После Астон поступил в Майсонский колледж-интернат в Ворсестершире (который позже стал Университетом Бирмингема). В колледже Фрэнсис Астон учился физике у Джона Генри Пойнтинга, а химии — под руководством Перси Франкланда и Уильяма Тилдена. В 1896 году он проводил дополнительные исследования по органической химии в частной лаборатории в доме своего отца. В 1898 году он работал, получая финансирование от стипендии Форстера; его работа была связана с оптическими свойствами соединений винной кислоты. Результаты были опубликованы в 1901 году. Так как стипендия не давала достаточных средств, Астон также начал исследования в области ферментативной химии в школе пивоварения в Бирмингеме, а в 1900 был нанят на работу пивоварней Butler&Co.

## Работа в университете Бирмингема
Параллельно с работой в пивоварне, Астон сконструировал в доме своего отца необходимую аппаратуру для измерения электрических разрядов в вакуумных трубках. В 1903 году Астон уволился и вернулся на работу в Университет Бирмингема в качестве ассистента Пойнтинга. Фрэнсис Астон продолжил свои исследования в области физики рентгеновских лучей и радиоактивности на средства только что учрежденной стипендии Университета Бирмингема. Он исследовал «темное пространство Крукса». Обнаружилось, что его размеры пропорциональны давлению и электрическому току и что рядом с катодом существует еще одно темное пространство (впоследствии названное «пространством Астона»). В 1910 году Университет Бирмингема присудил Фрэнсису Астону степень бакалавра чистых и прикладных наук, а в 1914 году — степень доктора наук.
В 1909 году Фрэнсис Астон начал читать лекции в Университете Бирмингема, но в 1910 году по приглашению Дж. Дж. Томпсона уехал работать в Лабораторию Кавендиша в Кембридже.

## Работа в Кембридже
Дж. Дж. Томпсона показал природу катодных лучей и затем открыл электрон, а на момент приезда Астона исследовал положительно заряженные «каналовые лучи» (то есть анодные лучи), открытые Ойгеном Гольдштейном в 1886 году. Метод отклонения частиц магнитным полем в анодных лучах был открыт Вильгельмом Вином в 1908 году; комбинируя электрическое и магнитное поля, можно было разделить различные ионы исходя из отношения из заряда к массе. Ионы с определенным отношением заряда к массе оставляли характерный параболический след на фотопластинке. Данный факт в первый раз демонстрировал, что атомы одного элемента могут иметь разные массы. Результатом этих исследований стал первый масс-спектрограф.
Именно предположение о существовании изотопов непосредственно привели к созданию масс-спектрографа, способного разделять изотопы химических элементов. Первоначально Астон работал над обнаружением изотопов неона, а позже — хлора и ртути. Первая мировая война помешала сделать экспериментальное доказательство изотопов с помощью масс-спектрометра, так как в это время Астон работал на Королевском авиационном заводе в Фарнборо в качестве технического помощника, работающего над авиационными покрытиями.
После войны Фрэнсис Астон вернулся в Кембридж в лабораторию Кавендиша и закончил создание первого масс-спектрографа, статью о котором он опубликовал в 1919 году. С помощью своего прибора Астону удалось обнаружить 212 природных изотопов различных элементов. Исследования изотопов также позволили Астону сформулировать правило целых чисел, согласно которому массы изотопов всегда выражаются целыми числами. Это правило широко использовалось для развития представлений о ядерной энергии. В 1921 году он стал членом Международного комитета по атомным весам и членом Королевского общества, а в 1922 году получил Нобелевскую премию по химии 

«За сделанное им с помощью им же изобретенного масс-спектрографа открытие изотопов большого числа нерадиоактивных элементов и за формулирование правила целых чисел»
.

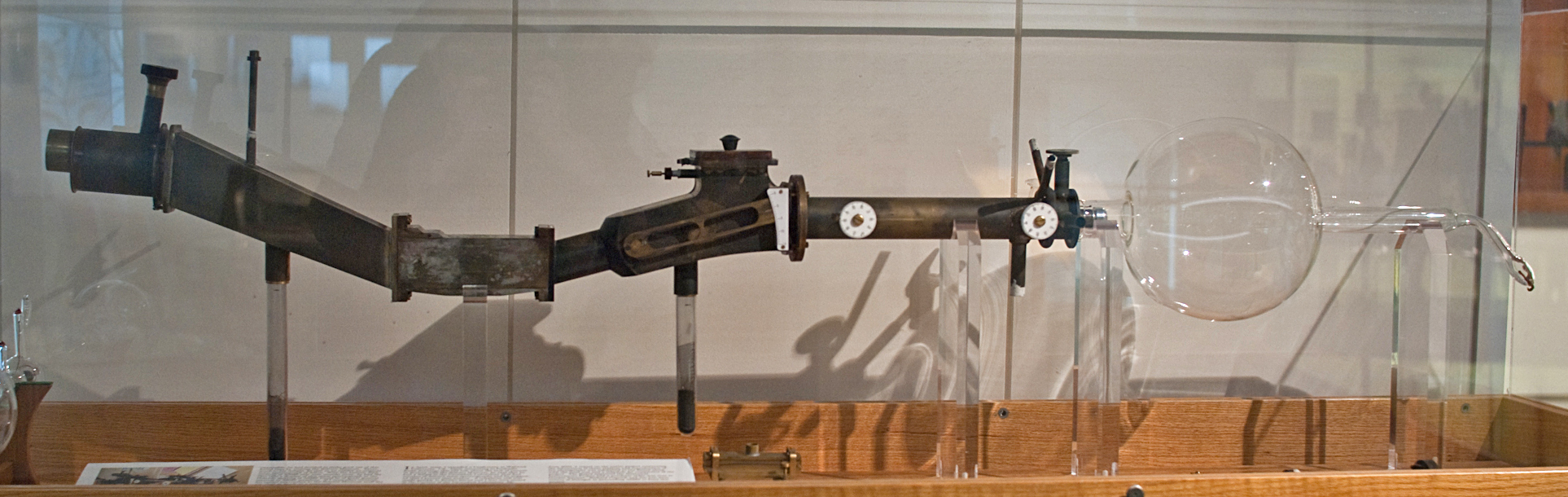
модель третьей версии масс-спектрометра

Последующие улучшения позволили сделать вторую (1927 г.) и третью(1935 г.) версии прибора, в которых возросла точность и разрешающая способность, что позволило измерять очень малые отклонения от правила целых чисел. Так оказалось, что масса изотопа водорода оказалась на 1 % больше, чем ожидалось по средней массе других элементов. Астон размышлял о ядерной энергии и ее применении в 1936 году. Результаты отображены в работах «Изотопы» «Масс-спектры и изотопы», и его многих других книгах.

## Личная жизнь
В свободное время Астон занимался горнолыжным спортом и катался на коньках, для этого регулярно приезжал в Швейцарию и Норвегию. Во время Первой мировой войны занялся альпинизмом. Между 20 и 25 годами он провел много времени, катаясь на велосипеде. С изобретением моторизированных транспортных средств он самостоятельно построил двигатель внутреннего сгорания в 1902 году и участвовал в автомобильной гонке Гордона Беннета в Ирландии в 1903 году. Астон также занимался плаваньем, играл в гольф с Резерфордом и другими коллегами из Кембриджа, выиграл соревнования по теннису на открытом чемпионате в Уэльсе и Ирландии, а также учился серфингу в Гонолулу в 1909 году. Семья Астона дала ему хорошее музыкальное образования, поэтому ученый также владел игрой на пианино, скрипке и виолончели на таком уровне, что регулярно давал концерты в Кембридже. Астон любил путешествовать, посетил множество мест по всему миру. После смерти отца Астон в 1908 г. поехал в кругосветное путешествие, побывал в Австралии и Новой Зеландии, которые посетил снова в 1938—1939 году.
Астон также был умелым фотографом и интересовался астрономией. Он был участником нескольких экспедиций по изучению солнечных затмений в Суматре в 1932, в Маноге в Канаде 31 августа 1932 года и Камишри в Японии. Также планировал посетить Южную Африку в 1940 году и Бразилию в 1945. Никогда не был женат.

## Смерть
Астон умер в Кембридже 20 ноября 1945 года. Ему было 68 лет.

## Награды и премии
Астон являлся членом Лондонского королевского общества, иностранным членом Итальянской национальной академии наук и Академии наук СССР. Он был удостоен премии Джона Скотта, (1923), медали Хьюза (1920) и Королевской медали (1938) Лондонского королевского общества, а также медали Даделла и премии Физического института (1941). С 1936 по 1945 г. Астон являлся председателем Комиссии по атомным весам Международного союза теоретической и прикладной химии